# Albese con Cassano
Albese con Cassano (già chiamato Albesio; Albes e Cassan in dialetto brianzolo, AFI: /alˈbeːs/ e /kaˈsaŋ/) è un comune italiano di 4 269 abitanti della provincia di Como in Lombardia.

## Geografia fisica
Il comune di Albese con Cassano è situato nell'Alta Brianza, ai piedi delle Prealpi Comasche, e fa parte della Comunità Montana del Triangolo Lariano.
L'abitato si colloca su un terreno morenico, formatosi in seguito allo scioglimento del ghiacciaio Abduano (lo stesso che scavò le vallate che oggi ospitano il lago di Como).

## Storia
Da Albese, in epoca romana, passava la via Regina, strada romana che collegava il porto fluviale di Cremona (la moderna Cremona) con Clavenna (Chiavenna) passando da Mediolanum (Milano). Nel 2008 si è festeggiato l'ottantesimo anniversario della fusione dei due precedenti comuni, Albese e Cassano Albese, avvenuta nel 1928.
Anticamente indicato come Albesio, fu comune della pieve di Incino, feudo prima dei conti Dal Verme nel 1441 e dal 1656 dei Carpani fino al 1777, quando la famiglia si estinse. Il territorio comprendeva anche le cascine di Stortina, Mirandola, Cassina “vicina alla soddetta Mirandola”, Merona, Cassina “vicina alla detta Merona”, Rondinina.
Albesio fu unito in un unico comune con Cassano fino al 7 agosto 1469 quando le due comunità furono rese autonome.
Con l'avvento della Repubblica Cisalpina, a seguito della legge del 27 marzo 1798, Albesio fu inserito nel dipartimento del Lario, distretto di Erba e successivamente, nel 1798, nel dipartimento dell’Olona, distretto XXVI di Erba, per poi ritornare, nel 1801, nel distretto I di Como del ricostituito dipartimento del Lario. Con il Regno d’Italia napoleonico, Albesio fu inserito nel distretto VII ex milanese di Erba come comune di III classe (1803), e successivamente nel distretto I di Como, Cantone IV di Erba. Nel 1807 Albesio aggregò per la prima volta il vicino comune di Cassano e uniti (già Cassano con Sirtolo) e fu inserito nel distretto I di Como, Cantone IV di Erba, per poi essere a sua volta aggregato al comune di Vill’Albese, di cui divenne frazione, dal 30 luglio 1812 fino alla costituzione del Regno Lombardo-Veneto allorquando, ricostituito, nel 1816, fu inserito nella provincia di Como, distretto XIV di Erba, e nel 1853 nel distretto I di Como.
In seguito alla temporanea annessione delle province lombarde al Regno di Sardegna, nel 1859, Albesio prese il nome di Albese e fu incluso nel mandamento XI di Erba, circondario I di Como, della provincia di Como, mantenendo lo stesso ordinamento con la costituzione nel 1861 del Regno d’Italia. Nel 1924 Albese si trovava ricompreso nel circondario di Como della provincia di Como.
Dal 23 settembre 1928 entrò in vigore l'aggregazione dei soppressi comuni di Albese e Cassano Albese nell'attuale comune di Albese con Cassano, stabilito dal regio decreto N. 1972 del 10 agosto 1928.
Cassano seguì le sorti storico-amministrative della vicina Albesio/Albese. Nel territorio furono censite nel 1751 le cascine di Sirtolo e di Guasta. Anche in epoca napoleonica, il comune, con il nome di Cassano con Sirtolo, fu ricompreso nelle stesse istituzioni amministrative di Albesio, fino alla prima aggregazione a quest'ultimo nel 1807, poi successiva a sua volta soppresso e unito a Vill'Albese nel 1812, come visto. Cassano con Sirtolo fu ricostituito nel 1816, mutando il nome in Cassano nel 1853. Per differenziare la denominazione del comune da altri omonimi, dal 24 gennaio 1863, Cassano assunse il nuovo nome di Cassano Albese, mantenuto fino alla soppressione e aggregazione ad Albese nel 1928.

### Simboli
(D.P.R. 29 febbraio 1980)
I bozzoli sono il simbolo della bachicoltura e della lavorazione della seta sviluppatesi verso la fine dell'Ottocento con la filanda Pontiggia a Cassano. La divisione verticale dello scudo separa visivamente i centri abitati di Albese e Cassano che costituiscono il Comune. 
Il gonfalone è un drappo partito d'azzurro e di giallo.

## Monumenti e luoghi d'interesse

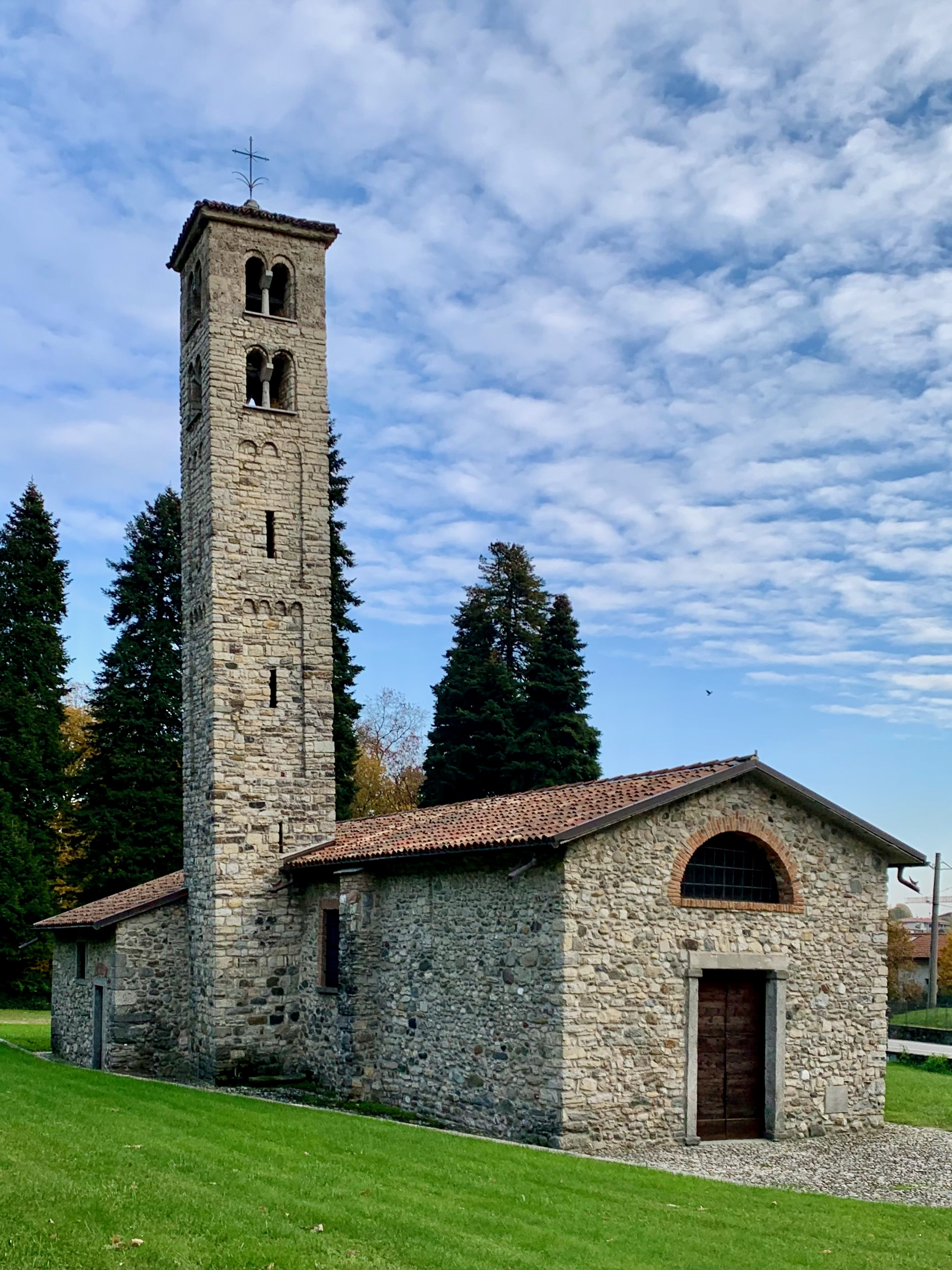
Chiesa di San Pietro

### Architetture religiose

#### Chiesa di San Pietro
Risalente all'XI secolo, la chiesa di San Pietro con il suo campanile, pendente è di origine romanica. All'interno conserva alcuni affreschi di Giovanni Giacomo De Magistris.

#### Chiesa parrocchiale di Santa Margherita
All'interno della chiesa di Santa Margherita,  costruita nel XIX secolo di fronte a dove si trovava una precedente parrocchiale, trova spazio un organo ottocentesco di pregevole fattura, recentemente restaurato.

#### Oratorio di Santa Elisabetta
All'interno del complesso di Villa Parravicini di Persia si trova l'oratorio di Santa Elisabetta, realizzato nel 1679.

### Architetture civili
Sul suo territorio esistono numerose ville di pregevole fattura.
- L'architetto Simone Cantoni curò la risistemazione di Villa Visconti Crivelli nel 1809.
- Al XVII secolo risale il complesso di Villa Parravicini di Persia, comprensivo anche di alcuni rustici e di un oratorio dedicato a Santa Elisabetta[22].
- Villa Bassi Roncalier, costruita in stile barocco[23] tra i secoli XVII e XVIII,[24] è dotata di un giardino formale[25].
- Al XVIII secolo risalgono Villa La Galetera[26], Villa Pontiggia[27] e Villa Masciadri[28].
- Della seconda metà del XIX secolo sono Villa Bassi Greppi[29], Villa Brunati[30] e Villa Pellegrini Sormani[31].
- Villa Greppi fu costruita alla fine del XIX secolo[32] in stile neorococò,[25] secondo un progetto curato da Emilio Alemagna.[25]  La Villa, precedente nota come Villa Bassi[25], ospita un giardino all'inglese[5].
- Villa Campari è del 1944[33].
- Villa Della Porta[34]

D'interesse è anche la cosiddetta Corte Zeo, che costituisce una testimonianza di dimora rurale storica.
Nel 2004, in paese è stato aperto il Museo etnografico e dell'acqua, un antico lavatoio in disuso. Il tempo trascorso a lavare i panni, infatti, era anche occasione di incontri, dialoghi, riflessioni, canti e condivisione delle fatiche quotidiane. Da questa consapevolezza, nacque l'idea di recuperare alla memoria collettiva questo spazio sociale, a testimonianza di un passato forse non remotissimo, eppure quanto mai distante dalle giovani generazioni. Dal 2018 la sua sede è trasferita nel centro civico "Fabio Casartelli" con una esposizione permanente.
Nell'area a sud della chiesa parrocchiale si trovano le scuole elementari e medie, la palestra e un padiglione polifunzionale, aperto alla fine del 2007. Il Comune è attorniano da un ampio parco e, a poca distanza dalla sede municipale, sempre in via Roma, sorge il Centro Civico Fabio Casartelli, struttura pubblica dedicata alla memoria del ciclista morto nel 1995, al quale è stato dedicato anche un monumento.
Durante l'anno in questa area vengono allestite diverse manifestazioni dalle numerose associazioni di Albese, tra cui il "Villaggio degli elfi", evento natalizio dedicato ai più giovani che richiama ogni anno migliaia di persone. Non mancano, infine, concerti di musica classica e moderna, mostre d'arte, saggi ginnici e feste popolari.
Inoltre, di norma la terza domenica di luglio, viene organizzata una mediofondo ciclistica “Fabio Casartelli” in ricordo del compianto campione vincitore della medaglia d'oro alle Olimpiadi di Barcellona nel 1992 nella specialità di ciclismo su strada.

#### Monumento dedicato a Fabio Casartelli
Il Monumento dedicato a Fabio Casartelli è situato a sud della chiesa parrocchiale, davanti all'ingresso delle scuole elementari, tra la via Don Sturzo e la via Rimembranze, è stato realizzato nel 2000 nell'ambito di un simposio internazionale di scultura organizzato dalla "Fondazione Fabio Casartelli" ed è opera dello scultore Bruno Luzzani, che realizzò anche la stele posata sul luogo della caduta fatale del ciclista, sulla discesa del colle di Portet-d'Aspet nei Pirenei.
Il monumento, realizzato in marmo bianco della Garfagnana, contiene una meridiana solare con l'indicazione delle date più significative della vita del campione olimpico. Inoltre alle ore 12, ora della caduta del 18 luglio 1995, un raggio di sole attraversa un piccolo foro nella parte verticale del monumento proiettandone la luce sul basamento.

## Società
Albesio, da sempre ricompresa nel territorio milanese, passò temporaneamente nella provincia di Como dal 1786 al 1791 e dal 1798 al 1799, e poi nuovamente dal 1801.

### Evoluzione demografica
Comune di Albesio
- 742 nel 1751
- 868 nel 1771
- 1061 nel 1799
- 1576 nel 1809 dopo annessione di Cassano
- annessione a Vill'Albese nel 1812
- 1509 nel 1853
- 1537 nel 1859
- 1558 nel 1861
- 1637 nel 1881
- 1615 nel 1901
- 1733 nel 1921

Abitanti censiti

## Cultura

### Filarmonica Albesina
- La Filarmonica Albesina è la banda di Albese con Cassano. Da documenti storici risulta che la Filarmonica nasce nel 1901[36]. La sua prima precedente denominazione è “ul rabadan”, nome che cambia poi in “Banda del popolo”, quando il piccolo gruppo di appassionati dei primi anni del Novecento cresce e si trasforma in una banda.

Il primo statuto risale al 1959. Contemporaneamente la banda cambia di nuovo nome con la denominazione definitiva di “Filarmonica Albesina”.

Nel 2005, ha realizzato uno spettacolo musicale, intitolato "Noi con Fabio", dedicato, nel decennale della scomparsa, a Fabio Casartelli, campione olimpico a Barcellona '92. Lo spettacolo ha visto la collaborazione del tenore Domingo Stasi e dell'attore Luigi Monti.
- Il Centro Civico Fabio Casartelli accoglie una raccolta permanente di opere dellartista Ignazio Nicoli.

## Infrastrutture e trasporti
Fra il 1912 e il 1955 la località era servita da una fermata posta lungo la Tranvia Como-Erba-Lecco.

## Amministrazione
L'amministrazione comunale, eletta nel 2024, è guidata dalla lista civica  22032 Albese con Cassano. Il sindaco in carica è Alberto Gaffuri vicesindaco Marco Galimberti, assessori Clara Pesenti, Emanuele Lo Porto e Celine Baylot.